# Бабайлов, Игорь Валерьевич

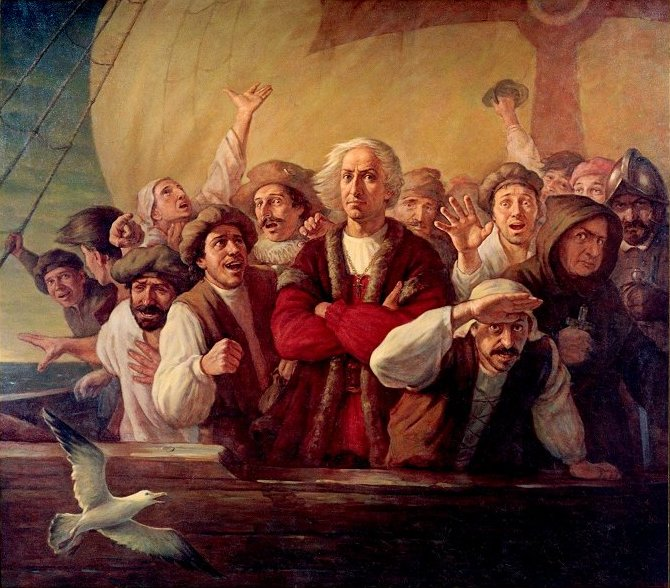

Игорь Валерьевич Бабайлов (9 февраля, 1965, Глазов) — российский, канадский и американский художник-портретист. Почётный зарубежный член Российской Академии Художеств (РАХ) (2012)
Заслуженный Деятель Искусств Удмуртии (2012).

## Биография
Родился 9 февраля 1965 в городе Глазове Удмуртской АССР в семье Бабайловой (урождённой Кудашевой) Розы Васильевны, учителя химии и биологии, и Бабайлова Валерия Валериановича, композитора и художника. Учился у А.П. Холмогорова — Народного художника, лауреата Государственной премии РСФСР имени И. Е. Репина.
Увлекался рисованием с раннего детства. впервые написал портрет, когда ему было 4 года.
Начал своё художественное образование в 9 лет в Глазовской детской художественной школе (1974—1977), одним из основателей которой был его отец.
В 13 лет прошёл всесоюзные экзамены с конкурсом в 25 человек на единственное место и поступил в специализированную Московскую среднюю художественную школу при институте им. В. И. Сурикова (1979 —1983).
В 1990 г. закончил Московский художественный институт имени В. И. Сурикова, факультет станковой живописи, мастерская проф. В. Н. Забелина. Учился у мастеров рисунка и живописи: Забелина В. Н., Чиркова С. И., Даниличева А. Т., Шацкого И. В., Андрияки С. Н. и временно у Кугача М. Ю. и Щербакова В. В.
Особое место в творчестве занимает жанр портрета.

## Творчество
Известен официальными заказными портретами глав государств, бизнесменов и знаменитостей: Папа Римский Бенедикта XVI, президент РФ Путин В. В., президент США Джорджа У. Буша, премьер-министр Канады Брайан Малруни, конструктор АК-47 Михаил Калашников, Патриарх Всея Руси Кирилл, Нельсон Мандела, мэр Нью-Йорка Рудольф Джулиани, Главнокомандующий Вооружённых Сил США генерал Дэвид Петреус, владелец канадской и международной сети отелей «Четыре Сезона» Исадор Шарп, лауреат Темплтоновской премии философа и дипломата Майкл Новак, американский пианиста Байрон Дженис, японский кино-режиссёр Акира Куросава и многие другие.
Наряду с портретами он создаёт пейзажи, натюрморты, работы в технике гризайль и ряд многофигурных картин, таких как картина «За Золотом, Богом и Славой», запечатлевшую исторический момент открытия американского континента Христофором Колумбом.
В 2010 г. Ватикан включил портрет Папы Бенедикта XVI кисти Игоря Бабайлова в передвижную музейную выставку «Сокровища Ватикана» по Северной Америке, где он экспонируется рядом с произведениями Микеланджело, Джотто, Бернини, Вазари и других Мастеров Ренессанса.